# Поллендер, Алойс
Франц Антон Алойс Поллендер (нем. Franz Anton Aloys Pollender, иногда Алоис; крещён 26 января 1799 года в Бармене, ныне Вупперталь, † 16 августа 1879 года) — немецкий врач. Открыл возбудителя сибирской язвы.

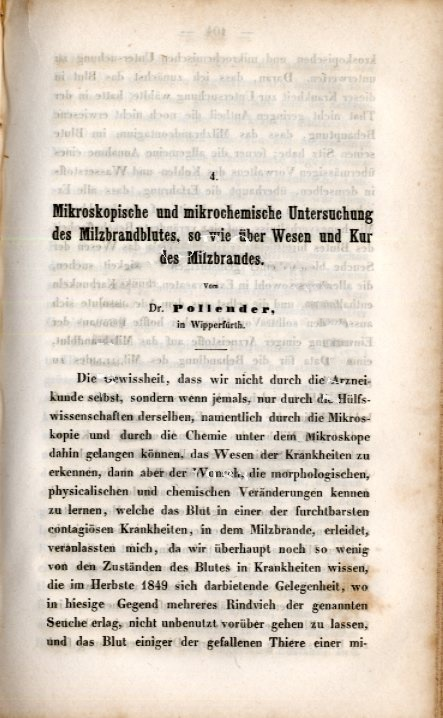
Публикация Поллендера «Природа и лечение сибирской язвы», 1855 год

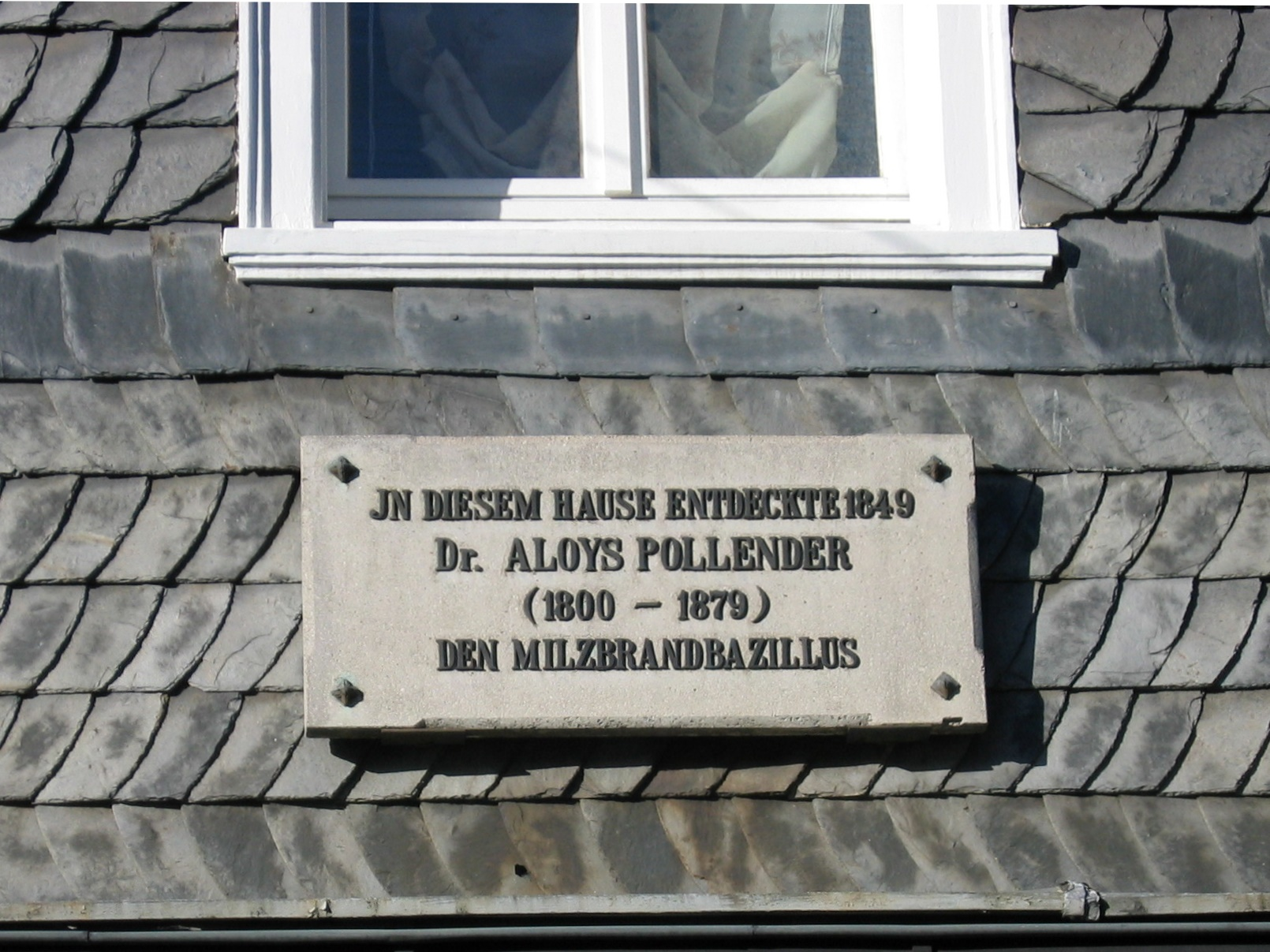
Памятная доска на доме

## Биография
Алойс Поллендер был крещён согласно книге крещения католического прихода в Бармене 26 января 1799 года. Поллендер посещал среднюю школу в Клеве и считался одарённым учеником, обучался французскому и итальянскому языках.
В 1820 году он начал учёбу в Боннском университете, который окончил в 1824 году и в том же году получил докторскую степень.
В мае 1826 года он открыл собственную практику в Випперфюрте. Его исследования, которые он проводил в дополнение к своей работе в качестве врача, не ограничивались только медицинской областью, но и распространялись на область биологии. Поллендер также получил свою первую награду за исследовательскую работу в биологической области, когда он был награждён премией Котения Прусской академией наук в 1847 году за работу по анатомическому исследованию льна. Эта работа стала результатом задачи, поставленной Академией в 1845 году: «Анатомическое изучение льна, особенно лубяного волокна, в разное время его развития, с точки зрения его качества, в сочетании с исследованием химических и механических изменений, которые оно претерпевает при обжарке и которым страдает лубяное волокно при обработке в холст и холста в бумагу».
Он наблюдал действие загадочной болезни, сибирской язвы (Bacillus anthracis) с 1841 года. Он углубил свои исследования в 1849 году, и работа о болезни сибирской язвы была напечатана в 1855 году. В заключительной части своей работы он пишет: «Я сожалею, что мне пришлось ограничить свои исследования крови сибирской массы в микрохимическом выражении почти исключительно общим химическим поведением клеток крови против нескольких реагентов, и что профессиональные обязанности не позволили мне расширить их дальше, например, подвергнуть кровь микроскопическому механическому анализу».
Хотя его работа не привела к окончательному решению по возбудителю сибирской болезни, он установил историю эпидемической бактериологии. Поллендер посвятил свою дальнейшую работу изучению бациллы болезни в своих дальнейших исследованиях. В качестве внешнего признания открытия ему было присвоено звание Медицинского совета. Утверждение о первом открытии было подтверждено в 1872 году цюрихским и мюнхенским патологоанатомом Отто Боллинджером.
Поллендер опубликовал последнюю известную научную работу в Бонне в 1868 году. Это было 47-страничное всестороннее исследование происхождения, развития, конструкции и химического поведения пыльцы.
В возрасте семидесяти лет Поллендер вступил в морганатический брак с 42-летней работницей Тицей Баусманн и переехал со своей женой и сыном в июле 1872 года в свой родной город Бармен. Он не нашёл в себе сил успешно работать врачом здесь, а наследства брата в Брюсселе надолго не хватило.
Поллендер умер без гроша в кармане в августе 1879 года.